# Alfred Perk
Alfred Perk (* 26. September 1882 in Kleinenfeld, Landkreis Heilsberg, Ostpreußen; † 7. November 1960 in Duderstadt) war ein deutscher Politiker (DNVP).

## Leben und Wirken
Alfred Perk wurde 1882 als Sohn eines Landwirtes geboren. Nach dem Besuch der Volksschule in Kleinenfeld (1888 bis 1894) und des Lyceum Hosianum in Braunsberg (1892–98) wurde er ebenfalls Landwirt. Er arbeitete erst in der väterlichen Wirtschaft mit. 1907 ließ er sich in Diwitten im Landkreis Allenstein nieder. 1908 heiratete er.
Nach dem Ersten Weltkrieg trat Perk in die Deutschnationale Volkspartei (DNVP) ein. Im November 1927 zog er im Nachrückverfahren für seinen verstorbenen Parteikollegen Eugen Wormit in den im Dezember 1924 gewählten dritten Reichstag der Weimarer Republik ein, in dem er bis zur Wahl vom Mai 1928 den Wahlkreis 1 (Ostpreußen) vertrat. 1929 bis 1933 war er Mitglied im Provinziallandtag der Provinz Ostpreußen.
Bis 1946 lebte er in Diwitten und zog anschließend nach Seeburg bei Göttingen, wo er bis 1955 blieb. Danach wohnte er in Duderstadt, wo er 1960 starb.